# Leone Mancini
Leone Mancini (* 1921; † 8. Dezember 2008 in Rom) war ein italienischer Radio-Regisseur und Autor.
Mancini arbeitete während seiner Karriere für das Kabarett (1967/1968 war er am Puff in Trastevere beteiligt und arbeitete dort u. a. mit Enrico Montesano), führte Regie beim Theater (so bei Vangelo duemila) und drehte 1996 den Kinofilm Ci sono anch'io!, der unter der damaligen Kinokrise zu leiden hatte und nur in sehr begrenztem Umfang in die Lichtspielhäuser gelangte. Seine Hauptaufgabe fand er jedoch beim Radio, für das er von Beginn der 1960er bis zum Ende der 1990er Jahre tätig war und u. a. sein 1966 entstandenes Theaterstück Centominuti als Hörspiel bearbeitete, wie er mit zahlreichen großen Namen des Theaters in diesem Medium arbeitete. Daneben entstanden Fernseh-Sendungen wie A modo mio, Sereno variabile, Tanto piacere, C’era una volta, Senta tanti complimenti, Domenica In sowie das Kinderformat Big mit Pippo Franco.

## Filmografie (Auswahl)
- 1996: Ci sono anch'io!